# Филмографија Стива Маквина
Стив Маквин (24. март 1930 — 7. новембар 1980) био је амерички глумац. Маквин је имао дугу каријеру на филму и телевизији. Популарно је познат као „кул краљ“, Маквин је на платну тумачио улоге кул, суздржаних антихеројских ликова, што се веома допадало масама. Био је једна од најпознатијих познатих личности Холивуда током периода 1960-их.
Након што је дебитовао у улози која није наведена на шпици у крими драми Girl on the Run (1953), Маквин је глумио у филму Пола Њумана Somebody Up There Likes Me (1956), у којем је играо нетпотписану улогу Фидела, члана банде главног јунака. Године 1958. појавио се у научнофантастичном филму Мехур убица, што је био његов први филм у којем тумачи челну улогу. Филм је био комерцијално успешан на благајнама, зарадивши 4 милиона долара ( 44,000,000 долара у 2022.) уз буџет од 110.000 долара (милион долара према вредности из 2022.). Маквин је постао познат по улози ловца на главе Џоша Рендала у телевизијској серији CBS-а Wanted Dead or Alive (1958–1961). Наставио је да глуми у филмовима, играјући главну улогу у The Great St. Louis Bank Robbery (1959), и у споредној улози каплара у Never So Few  (1959), његовом првом од три филма са Џоном Стурџисом.
Године 1960. Маквин је стекао славу када је заједно са Јулом Бринером глумио у Старџесовом вестерну, Седам величанствених, који је заснован на филму Акире Куросаве из 1954. Седам самураја. После низа неуспешних филмова у наредне две године, Маквин се поново удружио са Стерџесом у ратној драми Велико бекство (1963), у којој је играо Вирџила Хилтса, ратног заробљеника из Другог светског рата који је заједно са колеге савезнички ратни заробљеници, беже из високобезбедног логора за ратне заробљенике. Био је  један од филмова са највећом зарадом године, освојивши Маквину награду за најбољег глумца на Међународном филмском фестивалу у Москви. У Великом бекству, снимак Хилтса како вози мотоцикл и прескаче низ ограда од бодљикаве жице (коју изводи каскадер) да би побегао од немачких војника сматра се једним од најбољих филмских вратоломија.
Маквин је добио своју прву награду Златни глобус за најбољег глумца за улогу музичара у филму Love with the Proper Stranger (1963), у којем је глумио са Натали Вуд. Постигао је критичке и комерцијалне успехе са филмом The Cincinnati Kid (1965) и The Sand Pebblesк (1966), који му је донео једину номинацију за Оскара за најбољег глумца у каријери. Године 1968. Маквин је глумио милионера Томас Крауна у криминалистичком филму Афера Томаса Крауна, и у трилеру Булит, гдје је тумачио лик полицијског детектива Френка Булита. Ови филмови су били успешни на благајнама, а Булит је добио похвале за каскадерске секвенце, посебно потеру аутомобилом. За свој наступ у The Reivers (1969), Маквин је стекао трећу номинацију за Златни глобус.
Маквин је започео 1970-е спортском драмом Le Mans (1971), измишљеним приказом ануалних 24 сата Ле Мана. Филм је био критички и комерцијално неуспешан, због чега је готово банкротирао. Потом је глумио у у два узастопна филма редитеља Сема Пекинпоа : вестерн Junior Bonner (1972), у којем је глумио главног лика, јахача родеа, и акциони филм Бекство (1972), у којем се појављује као бивши преварант који бежи у Мексико са својом женом након што су га преварили његови саучесници у криминалу. У филму Бекство, Маквин је глумио заједно са својом другом супругом, Али Макгро. Оба филма су била хваљена од стране критике. Док Јуниор Бонер није постигао успех на благајнама, Бекство је постао један од филмова са највећом зарадом године, што је означило повратак Маквина.
Године 1973. играо је са Дастином Хофманом у затворском филму Лептир, играјући Анрија Шаријера, затвореника осуђеног за убиство који покушава да побегне са другим осуђеником Луисом Дегом (Хофман). Маквинова улога у филму донела му је четврту и последњу номинацију за Златни глобус у категорији најбољег глумца. Затим је, заједно са Полом Њуманом, тумачио улогу шефа СФФД-а у драми Паклени торањ (1974). Маквин је добио 12 милиона долара за улогу у том филму, и тада је био најплаћенији глумац на свету до те године. Филм је био комерцијално успешан, приходовао је 139 милиона долара (706 милиона долара према рекалкулацији из 2022.) у поређењу са буџетом од 14 милиона долара (89,000,000, према рекалкулацији из 2022.). После четворогодишње паузе током које се фокусирао на каријеру у мотоциклистичким тркама, Маквин се вратио глуми и остварио је улогу научника у филму An Enemy of the People. Пре смрти је завршио још два филма: Tom Horn и The Hunter. Оба филма су премијерно приказана 1980.

## Филм
| Година | Наслов                           | Улога                          | Белешлке | Реф.                 |
| ------ | -------------------------------- | ------------------------------ | --- | -------------------- |
| 1953.  | Girl on the Run                  | Младић који покушава да звони  | Статиста, без потписа на шпици | [ 4 ]                |
| 1956.  | Somebody Up There Likes Me       | Фидеј                          | Улога, без потписа на шпици | [ 5 ] [ 41 ]         |
| 1958.  | Never Love a Stranger            | Мартин Кабел                   | | [ 7 ]                |
| 1958.  | The Blob                         | Стиви Ендрјус                  | Потписан као Steven McQueen / Стивен Маквин                                                                                         | [ 7 ]                |
| 1959.  | The Great St. Louis Bank Robbery | Џорџ Фаулер                    | | [ 42 ]               |
| 1959.  | Never So Few                     | Бил Ринга                      | | [ 42 ]               |
| 1960.  | The Magnificent Seven            | Вин Танер                      | | [ 43 ]               |
| 1961.  | The Honeymoon Machine            | поручник Фергусон Ферџи Хауард | | [ 44 ]               |
| 1962.  | Hell Is for Heroes               | Џон Рис                        | | [ 45 ] [ 46 ]        |
| 1962.  | The War Lover                    | Баз Риксон                     | | [ 47 ]               |
| 1963.  | The Great Escape                 | капетан Вирџил Хилтс           | Сребрна награда за најбољег глумца — Московски међународни филмски фестивал                                                         | [ 14 ]               |
| 1963.  | Soldier in the Rain              | млађи водник Јустис Клеј       | | [ 47 ]               |
| 1963.  | Love with the Proper Stranger    | Роки Папасано                  | Номинација — Златни глобус за најбољег главног глумца у играном филму (драма)                                                       | [ 17 ] [ 48 ]        |
| 1965.  | Baby the Rain Must Fall          | Хенри Томас                    | | [ 48 ]               |
| 1965.  | The Cincinnati Kid               | Ерик Стоунер (Синсинати Кид)   | | [ 48 ]               |
| 1966.  | Nevada Smith                     | Макс Сенд (Невада Смит)        | | [ 48 ]               |
| 1966.  | The Sand Pebbles                 | војник Џејк Холман             | Номинација – Оскар за најбољег глумца у главној улози Номинација — Златни глобус за најбољег главног глумца у играном филму (драма) | [ 22 ] [ 23 ] [ 48 ] |
| 1968.  | The Thomas Crown Affair          | Томас Краун                    | | [ 25 ]               |
| 1968.  | Bullitt                          | поручник Френк Булит           | | [ 25 ]               |
| 1969.  | The Reivers                      | Бун Хагенбек                   | Номинација — Златни глобус за најбољег главног глумца у играном филму (мјузикл или комедија                                         | [ 25 ] [ 28 ]        |
| 1971.  | Le Mans                          | Мајкл Делејни                  | | [ 49 ]               |
| 1971.  | On Any Sunday                    | Глуми себе                     | Документарни филм | [ 50 ]               |
| 1972.  | Junior Bonner                    | Џунио „ЈР” Бонер               | | [ 51 ]               |
| 1972.  | The Getaway                      | Катер „Док” Макој              | | [ 52 ]               |
| 1973.  | Papillon                         | Анри Шаријер (Папилион)        | Номинација — Златни глобус за најбољег главног глумца у играном филму (драма)                                                       | [ 33 ] [ 34 ]        |
| 1974.  | The Towering Inferno             | Мајкл О'халоран                | | [ 53 ]               |
| 1978.  | An Enemy of the People           | Томас Стокмен                  | Такође извршни продуцент | [ 39 ]               |
| 1980.  | Tom Horn                         | Том Хорн                       | Такође извршни продуцент | [ 39 ]               |
| 1980.  | The Hunter                       | Ралф 'Папа' Торсон             | | [ 54 ]               |

## Телевизија
| Година     | Наслов                        | Улога                  | Белешке                                    | Реф.                 |
| ---------- | ----------------------------- | ---------------------- | ------------------------------------------ | -------------------- |
| 1955.      | Goodyear Television Playhouse | Гостујућа улога        | Епизода: The Chivington Raid               | [ 55 ]               |
| 1956.      | The United States Steel Hour  | Буши                   | Епизода: Bring Me a Dream                  | [ 56 ]               |
| 1957.      | Westinghouse Studio One       | Џозеф Гордон           | Епизода: The Defender: I дио               | [ 57 ]               |
| 1957.      | Westinghouse Studio One       | Џозеф Гордон           | Епизода: The Defender: II дио              | [ 58 ]               |
| 1957.      | The West Point Story          | Рик                    | Епизода: Ambush                            | [ 59 ]               |
| 1957.      | The 20th Century Fox Hour     | Кинсела                | Епизода: Deep Water                        | [ 60 ]               |
| 1957.      | The Big Story                 | Чак Милтон             | Епизода: Car 83                            | [ 61 ]               |
| 1958.      | Climax!                       | Ентони Рив, Хенри Ривс | Епизода: Four Hours in White               | [ 56 ]               |
| 1958.      | Tales of Wells Fargo          | Бил Лонгли             | Епизода: Bill Longle                       | [ 63 ]               |
| 1958.      | Trackdown                     | Џош Рандал             | Епизода: The Bounty Hunter                 | [ 64 ]               |
| 1958.      | Trackdown                     | Мел Коди, Вес Коди     | Епизода: The Brothers                      | [ 62 ]               |
| 1958–1961. | Wanted Dead or Alive          | Џош Рандал             | Главна улога: 94 епизоде                   | [ 65 ] [ 66 ] [ 67 ] |
| 1959.      | Alfred Hitchcock Presents     | Бил Еверет             | Сезона 4, епизода 32: Human Interest Story | [ 68 ]               |
| 1960.      | Alfred Hitchcock Presents     | Коцкар                 | Сезона 5, епизода 15: Man from the South   | [ 69 ]               |